# BA CityFlyer

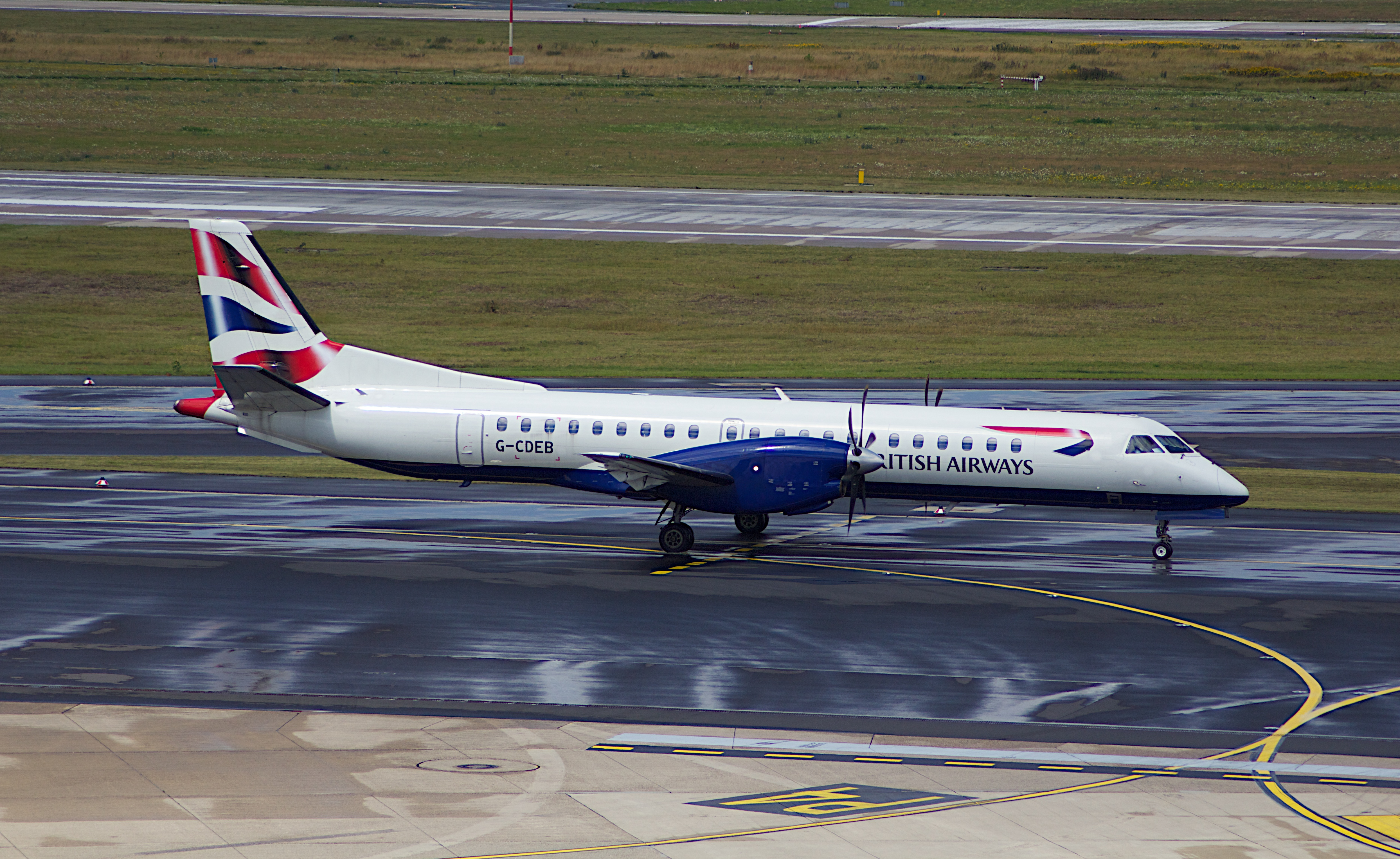
Un Saab 2000 operato da Eastern Airways per conto di BA CityFlyer.

BA CityFlyer Ltd. è una compagnia aerea sussidiaria di British Airways con base presso l'aeroporto di Londra-City, dal quale opera una rete di destinazioni nazionali ed europee.

## Storia
La società fu fondata l'8 febbraio 2007 compattando le attività di BA Connect svolte dall'aeroporto "cittadino" di Londra, ubicato nell'area dei "docks". Divenne operativa, con il nome BA CityFlyer, a partire dal 25 marzo 2007, dopo aver ottenuto il Certificato di Operatore Aereo dalla United Kingdom Civil Aviation Authority.

## Flotta

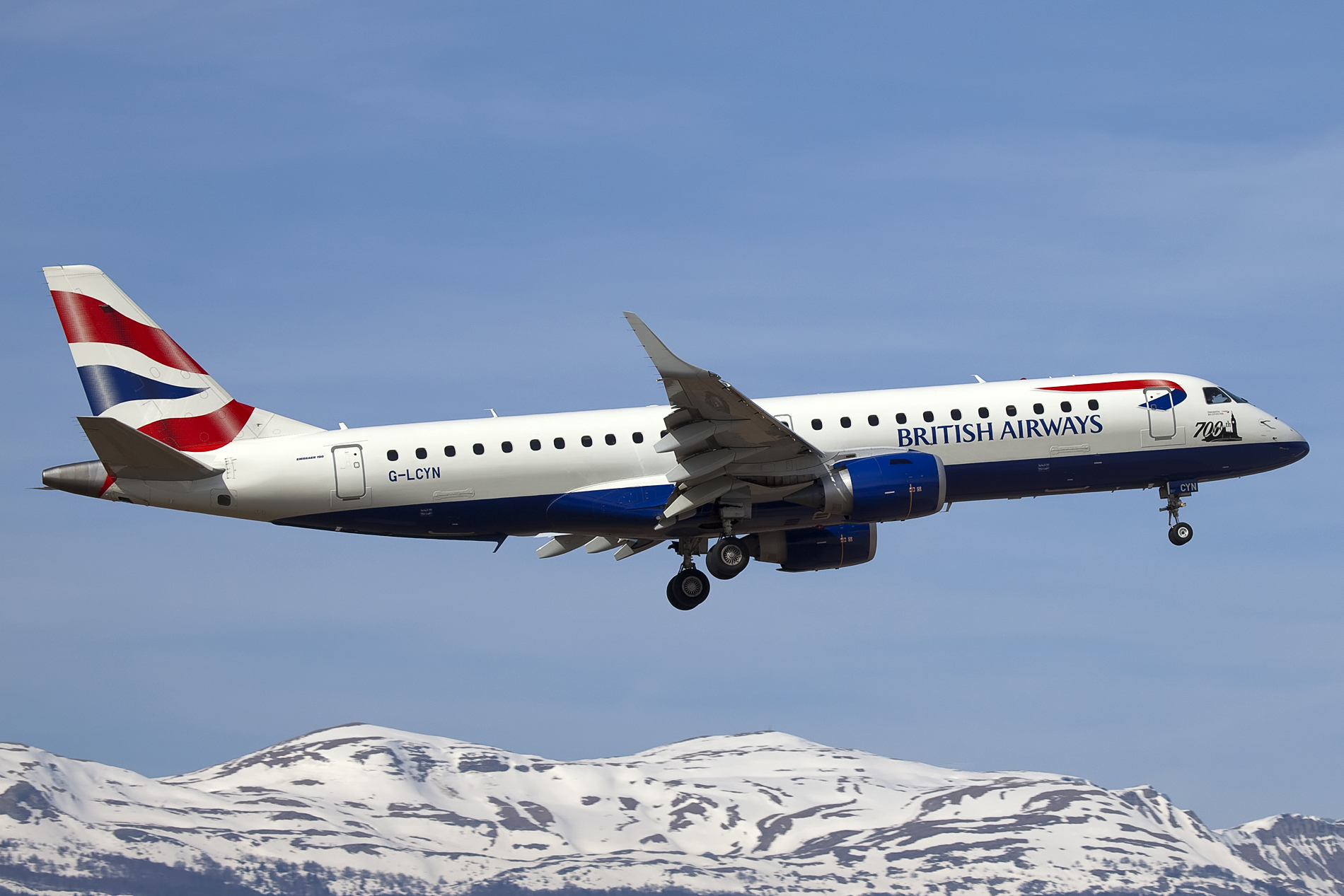
Un Embraer E-190.

Nella primavera 2024 la flotta di BA CityFlyer era così composta:
In precedenza BA Cityflyer aveva volato altri tipi di aerei quali Embraer EMB-170 e BAe 146 Avro, oltre a due Saab 2000 di Eastern Airways tramite un accordo di wet-lease.